# Un fantasma per amico (film 2013)
Un fantasma per amico (Das kleine Gespenst) è un film avventura svizzero-tedesco di Alain Gsponer del 2013.

## Trama
Nella soffitta del vecchio castello della cittadina di Eulenstein, oggi convertito in museo, vive un fantasmino bianco. Da centinaia di anni, il piccolo fantasma si sveglia a mezzanotte e si riaddormenta un'ora dopo. Desideroso di rivedere per una volta Eulenstein in pieno giorno, il fantasma segue il consiglio di un gufo e si ritrova alla luce del sole, ma nero come la pece. Intanto, in paese, il piccolo Karl partecipa con la classe ad una gita notturna al castello e si ritrova "faccia a faccia" con il fantasma. Per nulla spaventato, il bambino lo racconta agli altri, ritrovandosi non solo deriso ma anche ingiustamente accusato di furto. Il fantasma e Karl, a questo punto, possono contare esclusivamente l'uno sull'altro per uscire dai rispettivi impicci.